# Veliki Štupelj
Shtupeq i Madh en albanais et Veliki Štupelj en serbe latin (en serbe cyrillique : Велики Штупељ) est une localité du Kosovo située dans la commune/municipalité de Pejë/Peć et dans le district de Pejë/Peć. Selon le recensement kosovar de 2011, elle compte 63 habitants, tous albanais.

## Démographie

### Évolution historique de la population dans la localité
| 1948 | 1953 | 1961 | 1971 | 1981 | 1991 | 2011 |
| ---- | ---- | ---- | ---- | ---- | ---- | ---- |
| 266  | 289  | 313  | 337  | 303  | 324  | 63   |

|  |